# Interstellar Space
Interstellar Space från 1974 är ett postumt utgivet jazzalbum med John Coltrane . Det är en av Coltranes sista inspelningar före hans död 1967.

## Låtlista
All musik är skriven av John Coltrane.
1. Mars – 10:44
2. Venus – 8:37
3. Jupiter – 5:26
4. Saturn – 11:44

Bonusspår på cd-utgåvan från 1991
1. Leo – 10:57
2. Jupiter Variation – 6:44

## Musiker
- John Coltrane – tenorsaxofon, Bjällror
- Rashied Ali – trummor